# Rocinela garricki
Rocinela garricki là một loài chân đều trong họ Aegidae. Loài này được Hurley miêu tả khoa học năm 1957.